# Вуйнівська волость
Вуйнівська волость — адміністративно-територіальна одиниця Бердичівського повіту Київської губернії з центром у селі Вуйна.
Станом на 1886 рік складалася з 12 поселень, 12 сільських громад. Населення — 7563 осіб (3769 чоловічої статі та 3794 — жіночої), 669 дворових господарства.
|                     | Площа, десятин | У тому числі орної, десятин |
| ------------------- | -------------- | --------------------------- |
| Сільських громад    | 4739           | 3354                        |
| Приватної власності | 11867          | 10125                       |
| Іншої власності     | 309            | 266                         |
| Загалом             | 16915          | 13745                       |

Поселення волості:
- Вуйна — колишнє власницьке село за 25 верст від повітового міста, 754 особи, 98 дворів, православна церква, постоялий будинок, 2 водяних і вітряний млини. За 3 версти — колонія Повина.
- Безіменне — колишнє власницьке село при річці Гнилоп'ять, 568 осіб, 81 двір, православна церква, вітряний млин.
- Куманівка — колишнє власницьке село при річці Гнилоп'ять, 396 осіб, 62 двори, православна церква, 2 постоялих будинки, кузня, водяний та 2 вітряних млини.
- Молотківці — колишнє власницьке село при річці Гнилоп'ять, 766 осіб, 108 дворів, православна церква, школа, постоялий будинок.
- Пиковець — колишнє власницьке село при річці Гнилоп'ять, 350 осіб, 51 двір, православна церква, постоялий будинок, водяний млин.
- Чернички — колишнє власницьке село при річці Гнилоп'ять, 334 особи, 51 двір, православна церква, постоялий будинок.
- Юрівка — колишнє власницьке село при річці Гнилоп'ять, 809 осіб, 98 дворів, православна церква, постоялий будинок, 2 водяних млини, винокурний завод.

Наприкінці 1880-х років волость було ліквідовано, майже уся територія увійшла до складу Махнівської волості, окрім села Пиковець, що відійшло до Козятинської волості.